# Солнце, снова солнце
«Солнце, снова солнце» — советский музыкальный фильм 1976 года режиссёра Светланы Дружининой по мотивам повести Дмитрия Холендро «Свадьба».

## Сюжет
Рыбачий посёлок на берегу Азовского моря. Здесь в рыбачем совхозе работает молодой парень Сашка Таранец. Он влюбляется в местную девушку Тоню, и, чтобы завоевать любовь девушки, решает победить в соревновании на звание лучшего рыбака. Победить даже ценой обмана, но Тоня любит его и знает, что Сашка будет сожалеть о своём обмане. Действительно, стыд не позволяет Сашке воспользоваться почётом, он во всём признаётся и уезжает из посёлка. К счастью, Тоня понимает, ради чего он так поступил и, признавшись ему в любви, просит Сашку вернуться.

## В ролях
В главных ролях:
- Борис Грошиков — Сашка Таранец, бригадир
- Мерле Тальвик — Тоня, рыбачка
- Иван Рыжов — Семён Захарович Горбов, председатель колхоза
- Олег Анофриев — Копейка, рыбак из бригады Таранца

В ролях:
- Владимир Басов — Ван Ваныч, организатор телепроизводства
- Георгий Вицин — дед
- Станислав Чекан — гость на свадьбе
- Виктор Филиппов — Степан Семёнович, гость на свадьбе
- Владимир Носик — Киря, рыбак из бригады Таранца, жених
- Светлана Орлова — Алёна, невеста
- Сергей Проханов — Серёжа (Марконя), радист из бригады Таранца
- Николай Ферапонтов — Славка Макеев, рыбак из бригады Таранца

В эпизодах:

## Песни в фильме
Песни исполняют:
А.Градский, Л.Белогорская, О.Анофриев, А.Воскресенский

## Критика
Если можно представить картину, рассчитанную на показ в июне-июле месяцах, когда для очень многих зрителей наступает время солнца, моря и отдыха и всё серьёзное, относится на «потом», то такой картиной окажется именно «Солнце, снова солнце». От зрителя что требуется?.. Всего-то навсего не слишком размышлять над сюжетом, а спокойно наслаждаться музыкой и красивыми черноморскими пейзажами. Согласимся, это не так уж плохо. А что касается сюжета, то — чего не случается в жизни!
Фильм относится к жанру оперетты. Оперетта, как известно, требует от зрителя готовности принять условность за реальность. Если зритель согласится с некоторыми условностями, то всё будет просто великолепно. Повторим ещё раз: при всех огрехах авторов фильм всё же соберёт своих зрителей, прежде всего молодёжь.
— кинокритик Ромил Соболев, журнал «Спутник кинозрителя», июнь 1977 года.